# Шемейная
Шемейная — река в России, протекает в Усольском районе Пермского края. Устье реки находится в 45 км по правому берегу реки Полуденный Кондас. Длина реки составляет 12 км.
Река берёт исток на Верхнекамской возвышенности близ границы с Юсьвинским районом в 11 км к югу от посёлка Шемейный. Течёт на север, всё течение проходит по нежилому, заболоченному лесу. Впадает в Полуденный Кондас у посёлка Шемейный.

## Данные водного реестра
По данным государственного водного реестра России относится к Камскому бассейновому округу, водохозяйственный участок реки — Кама от города Березники до Камского гидроузла, без реки Косьва (от истока до Широковского гидроузла), Чусовая и Сылва, речной подбассейн реки — бассейны притоков Камы до впадения Белой. Речной бассейн реки — Кама.
По данным геоинформационной системы водохозяйственного районирования территории РФ, подготовленной Федеральным агентством водных ресурсов:
- Код водного объекта в государственном водном реестре — 10010100912111100007673
- Код по гидрологической изученности (ГИ) — 111100767
- Код бассейна — 10.01.01.009
- Номер тома по ГИ — 11
- Выпуск по ГИ — 1